# Daniel Strauß

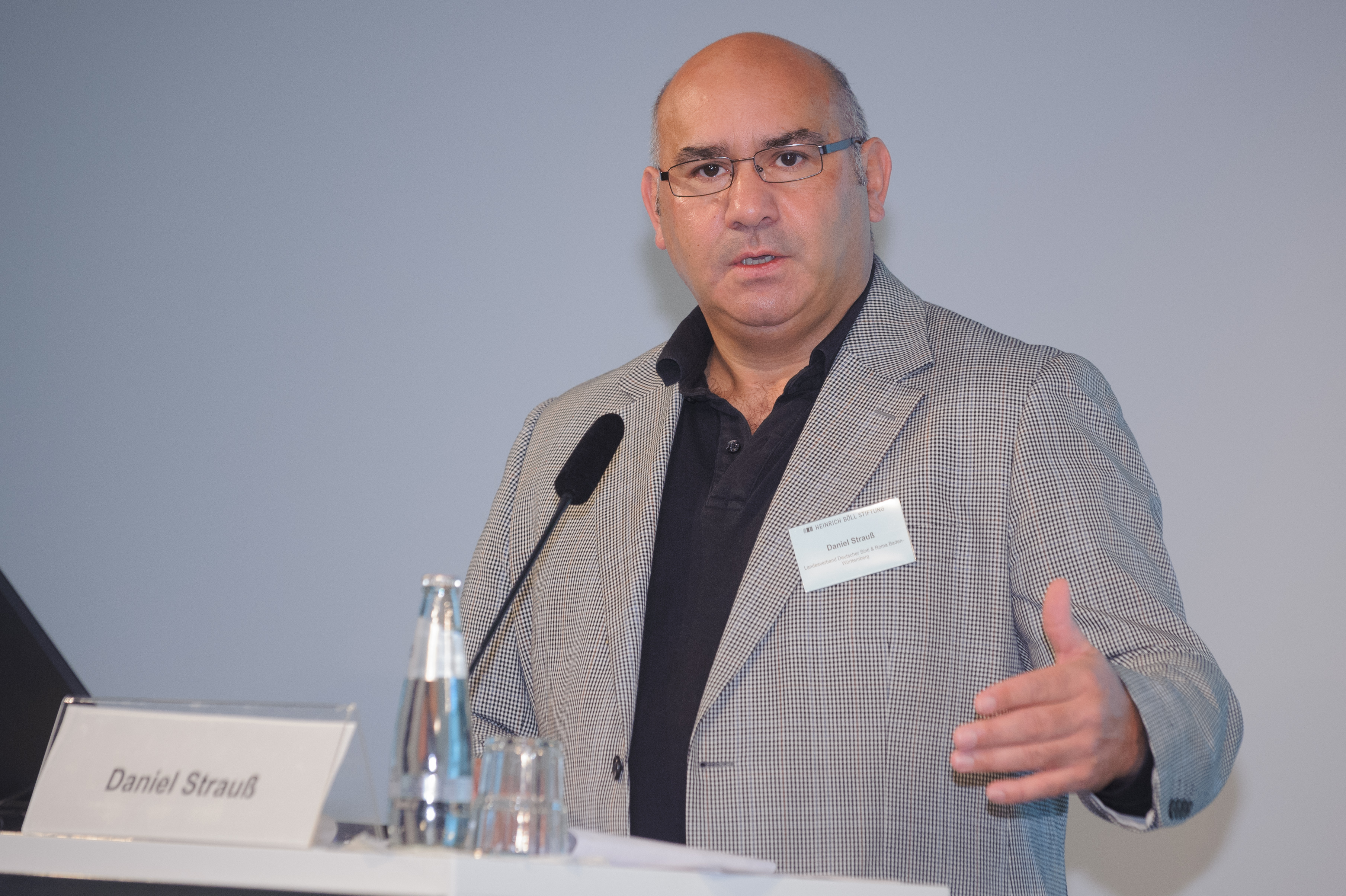
Daniel Strauß, 2012

Daniel Strauß (* 1965) ist ein Wegbereiter der ersten Stunde der Bürgerrechtsbewegung von Sinti und Roma in Deutschland. Strauß ist Verbandsfunktionär in verschiedenen Einrichtungen.

## Leben
Daniel Strauß wurde 1965 im hessischen Lahn-Dill-Kreis als eines von neun Kindern geboren. Sein Vater Heinz Strauß überlebte u. a. die Konzentrations- und Vernichtungslager Auschwitz und Buchenwald. Seine Mutter Maria Strauß überlebte den Nationalsozialismus und die Befreiung aus dem Zwangslager „Frankfurt-Dieselstraße“. Seine zwei ältesten Brüder, Adam und Georg, sind zusammen mit Romani Rose Mitinitiatoren der Bürgerrechtsbewegung der Sinti und Roma in Deutschland.
Während seiner Kindheit und Jugendzeit war er im elterlichen Schaustellergeschäft eingebunden. Zufolge der saisonalen Schaustellertätigkeit, die im Regelfall von April bis November andauerte, besuchte Daniel Strauß während seiner 10-jährigen Schulzeit etwa 200 Schulen. Er schloss eine Ausbildung als Immobilienkaufmann ab und war fortan als Selbständiger tätig. Daniel Strauß ist verheiratet, hat drei Kinder und zwei Enkelkinder. Im Zuge der entstandenen Bürgerrechtsbewegung der Sinti und Roma in den 1970er-Jahren war er bereits als Jugendlicher in der ersten Generation der Bürgerrechtsbewegung mit dabei. Das vom Verband Deutscher Sinti, der Internationalen Romani Union und der Gesellschaft für bedrohte Völker 1979 veröffentlichte Memorandum ist nicht das einzige Vorbild, das Daniel Strauß bei seiner Arbeit leitet.
Er führte 2012 die erste von der Minderheit selbst initiierte und durchgeführte Bildungsstudie durch, eine der wenigen Studien, die es bisher zu diesem Thema gibt. Daniel Strauß unterschrieb am 28. November 2013 den ausgehandelten Staatsvertrag zwischen dem Land Baden-Württemberg und dem Verband Deutscher Sinti und Roma, Landesverband Baden-Württemberg. Teil des Vertrags war die Gründung eines Rats für die Angelegenheiten deutscher Sinti und Roma, in dem Vertreter des Landes (Parteien, Ministerien, Kommunen) und Vertreter der Minderheit aufeinandertreffen, um Angelegenheiten zu erörtern, gemeinsame Aufgaben und Ziele des Vertrags zu beraten und entsprechende Empfehlungen an Landesregierung sowie Landtag zu richten. Strauß setzte damit den Schutz und die Förderung der Minderheit auf eine verlässliche, rechtliche und finanzielle Grundlage.
Am 25. April 2015 wurde ihm der Verdienstorden des Landes Baden-Württemberg verliehen.

## Aktivitäten und Funktionen
Strauß engagiert sich seit 1983 in der Bürgerrechtsarbeit. Schwerpunkt seiner Tätigkeit ist der Aufbau, die Entwicklung und die Institutionalisierung von Minderheiteneinrichtungen und NGOs. Von 1983 bis 1995 war er Vorstandsmitglied des Landesverbands Hessen des Verbandes Deutscher Sinti und Roma. Von 1987 bis 1994 wirkte er bei der Konzeptentwicklung und Umsetzung des Dokumentations- und Kulturzentrums Deutscher Sinti und Roma in Heidelberg mit und war Leiter des Referates Dialog. Von 1994 bis 1996 war er als Projektleiter im Fritz Bauer Institut tätig und entwickelte Unterrichtsmaterialien zum Thema Antiziganismus, Geschichte und Gegenwart Deutscher Sinti und Roma in Deutschland. Seit 1995 ist er Vorstandsvorsitzender des Landesverbands Baden-Württemberg des Verbandes Deutscher Sinti und Roma. Von 1995 bis 2014 war er außerdem Stellvertretender Vorsitzender des Dokumentations- und Kulturzentrum Deutscher Sinti und Roma in Heidelberg. 
Im Jahr 1996 war er Mitbegründer der Arbeitsstelle nationale Minderheiten in Marburg am Hessischen Landesinstitut für Pädagogik, welche er bis 2000 leitete. Von 1998 bis 2002 war er Vorstandsvorsitzender der Gesellschaft für Antiziganismusforschung e. V. in Marburg, die er ebenfalls mit begründete, ab 2002 dann Stellvertretender Vorstandsvorsitzender. Im Jahr 2000 gründete er die Bildungsberatungsstelle des Verbands Deutscher Sinti und Roma. Ab 2007 war er Geschäftsführer der Bundeseinrichtung RomnoKher gGmbH, ein Haus für Kultur, Bildung und Antiziganismusforschung in Weinheim, 2012 Mitbegründer und Vorstandsvorsitzender der Hildegard Lagrenne Stiftung (HLS) für Inklusion und gleichberechtigte Teilhabe von Sinti und Roma in Mannheim. 2013 wirkte er als Vertragspartner an dem ersten Staatsvertrag mit Gesetzesstatus zwischen dem Verband Deutscher Sinti und Roma des Landesverbände Baden-Württemberg und dem Land Baden-Württemberg mit.
2014 begründete er das Kulturhaus RomnoKher Baden-Württemberg in Mannheim und beteiligte sich an der Entwicklung des Projekts „Gestatten das sind Wir! Eine nationale Minderheit stellt sich vor“, welches seither regelmäßig an verschiedenen Schulen Baden-Württembergs durchgeführt wird. Unter seinem Vorsitz kam es 2015 zur Institutionalisierung des RomnoKher im Aufbauhaus am Moritzplatz in Berlin und 2017 zur Gründung der Bundesarbeitsgemeinschaft RomnoKher Deutschland e. V.
Daniel Strauß ist in der Nachfolge von Esther Reinhardt-Bendel Co-Vorsitzender der Bundesvereinigung der Sinti und Roma, die im Jahr 2021 deren Gründungs-Vorsitzende war.

## Veröffentlichungen (Auswahl)
- 2002 Autor und Redaktion, Anregungen für den Unterricht: Antiziganismus, Geschichte und Gegenwart deutscher Sinti und Roma. Hrsg. Landesinstitut für Erziehung und Unterricht Stuttgart
- 2011 Fachbeitrag in APuZ (Aus Politik und Zeitgeschichte) am 30.05.2011 Ausg. 22- 23/2011. Zur Bildungssituation von deutschen Sinti und Roma
- 2014 Fachbeiträge in Xenos-Projektbericht, 1. „Bildungsverantwortung geht alle an: Politik, Zivilgesellschaft und Sinti und Roma“ und 2. Handlungsempfehlungen für bessere Teilhabe und Inklusion von Sinti und Roma in Deutschland mit Fokus auf Bildung und Beschäftigung

als Herausgeber
- Die Sinti-Roma-Erzählkunst. Dokumentations- und Kulturzentrum Dt. Sinti und Roma, Heidelberg 1992, ISBN 3-929446-00-6.
- Wilhelm Solms: „Zigeunerbilder“ in der deutschsprachigen Literatur. Dokumentations- und Kulturzentrum Dt. Sinti und Roma, Heidelberg 1995, ISBN 3-929446-04-9.
- Mitherausgeber, „Zwischen Romantisierung und Rassismus“- 600 Jahre in Deutschland. Eine Handreichung zur Geschichte, Kultur und Gegenwart der deutschen Sinti und Roma, 1998.
- zus. mit Ilona Lagrene (Interviews): „ …weggekommen“ Berichte und Zeugnisse von Sinti, die die NS-Verfolgung überlebt haben. Philo, Berlin/Wien 2000, ISBN 3-8257-0172-7.
- zus. mit Bertram Jenisch (Hrsg.): „60 Jahre Vergangen, verdrängt, vergessen?“ KZ-Deportation der Herbolzheimer Sinti-Familie Spindler. Stadt Herbolzheim, Herbolzheim 2003, ISBN 3-00-010958-7.
- zus. mit Udo Engbring-Romang (Hrsg.): Aufklärung und Antiziganismus-Beiträge zur Antiziganismusforschung. Band 1. I-Verb.de, Seeheim 2003, ISBN 3-9808800-0-1.
- zus. mit Michail Krausnick: Von Antiziganismus bis Zigeunermärchen, Informationen zu Sinti und Roma. Books on Demand, Norderstedt 2009, ISBN 978-3-8370-5729-4.
- zus. mit Michail Krausnick, Vito von Eichborn (Hrsg.): Von Abschiebung bis Zigeunermärchen, Das Handbuch über Sinti und Roma in Deutschland. Books on Demand, Norderstedt 2012, ISBN 978-3-8448-2996-9.
- als Mitherausgeber: Antiziganismus in Europa-Erscheinungsformen, Auswirkungen, Gegenstrategien. 2012.
- als Mitherausgeber: Ergänzungsbericht zum Bericht der Bundesrepublik Deutschland an die Europäische Kommission zum EU-Rahmen für die Nationale Strategie zur Integration der Roma bis 2020. 2012.
- Studie zur aktuellen Bildungssituation deutscher Sinti und Roma. I-Verb.de, Marburg 2011, ISBN 978-3-939762-10-2.
- Study on the Current Education Situation of German Sinti and Roma. I-Verb.de, Marburg 2012, ISBN 978-3-939762-11-9 (englisch).
- Markus End, Tom Koenigs, Andreas Salm, Daniel Strauß: Gutachten Antiziganismus – Zum Stand der Forschung und der Gegenstrategien. I-Verb.de, Marburg 2013, ISBN 978-3-939762-14-0.

Ausstellungen
- 2000 Herausgabe Wanderausstellung „… weggekommen, Abschied ohne Wiederkehr“ 40 Tafeln
- 2009 Herausgeber und Mitautor, Dauerausstellung: „Typisch Zigeuner“ – Mythos und Wirklichkeiten im RomnoKher, Mannheim
- 2010 Herausgeber und Mitautor, Wanderausstellung: „Typisch Zigeuner“ – Mythos und Wirklichkeiten
- 2015 Herausgeber und Mitautor, Wanderausstellung (Comic): Lebenswirklichkeiten von Sinti und Roma
- 2016 Herausgeber und Mitautor, Dauer- und Wanderausstellung: Mari Parmissi – Unsere Geschichte

## Fachbeiträge (Auswahl)
- 1992 „Schützt Sinti und Roma vor der Zigeunerliteratur“.
- 1995 „Eine kritische Revision von publizierten Märchen, Vorworten, Verlagsankündigungen und Rezensionen.“
- 1998 „Zwischen Romantisierung und Rassismus“- 600 Jahre in Deutschland.
- 1998 „da muss man wahrhaft alle Humanität ausschalten…“ Zur Nachkriegsgeschichte der Sinti und Roma in Deutschland
- 2000 „Abschied ohne Wiederkehr“
- 2003 „Himmlers Völkermordbefehl“
- 2003 „Zur Nachkriegsgeschichte der Sinti und Roma in Deutschland“
- 2008 „Gesichter des Vorurteils“
- 2008 „Die Schwierigkeit des Gedenkens“
- 2011 „Versagen eines Bildungssystems – Zur Bildungssituation von deutschen Sinti und Roma“
- 2014 „Bildungsverantwortung geht alle an: Politik, Zivilgesellschaft und Sinti und Roma“
- 2014 „Handlungsempfehlungen für bessere Teilhabe und Inklusion von Sinti und Roma in Deutschland mit Fokus auf Bildung und Beschäftigung“